# Adrian Burnett
Adrian Burnett (* in Neuseeland) ist ein australischer Balletttänzer und Choreograph.
Burnett schloss seine Ausbildung als Balletttänzer an der Australian Ballet School 1987 ab und wurde 1988 Mitglied des Australian Ballet, dem er als Senior Artist, Choreograph und Ballettmeister bis 2010 angehörte. 1992 wurde er Solotänzer im Ballett des Theaters Basel. 1995 entstand für einen Workshop des Australian Ballet seine erste Choreographie. 1999 wurde er mit dem Lissa Black choreographic Award ausgezeichnet und erhielt mit Unterstützung des Australia Council die Möglichkeit, seine Ausbildung als Choreograph in den USA und Europa zu vervollkommnen. 2011 erhielt er den Master in Arts and Entertainment Management an der Deakin University.
Eine Choreographie für einen gemeinsamen Auftritt des West Australian Ballet und des Australian Ballet wurde 2002 mit einem Green Room Award ausgezeichnet. 2003 leitete Burnett mit David McAllister das Programm des Australian Ballet zu dessen vierzigjährigem Bestehen. Als freiberuflicher Choreograph arbeitete er unter anderem für das Dutch National Ballet, das Houston Ballet, das Singapore Dance Theatre, das New York City Ballet’s Choreographic Institute und das Royal New Zealand Ballet. Als Gastchoreograph der Sydney Dance Company erarbeitete er mit Rafael Bonachela 2009 dessen Ballett We Unfold und die Wiederaufnahme von dessen Werk 360 für eine Australientournee. Als Assistent des künstlerischen Leiters des Scottish Ballet wirkte er 2013 an der Wiederaufnahme von Choreographien Glen Tetleys und Twyla Tharps mit.
Seit vielen Jahren ist Burnett mit den Genée International Ballet competitions verbunden, für die er 2002 (in Sydney), 2009 (in Singapur) und 2012 (in Wellington) neue Werke schuf und 2016 als Gastcoach in Sydney wirkte. 2011 wurde er Program Manager of Dance des Australian Council, seit 2015 ist er dessen Director of Dance.